# Strongylosoma vermicularis
Strongylosoma vermicularis är en mångfotingart som beskrevs av Peters 1869. Strongylosoma vermicularis ingår i släktet Strongylosoma och familjen orangeridubbelfotingar. Inga underarter finns listade i Catalogue of Life.